# Changtse
Der Changtse (auch Bei Peak; frühere engl. Bezeichnung: Everest North Peak, tibetisch བྱང་རྩེ Wylie byang rtse) ist ein Berg im Himalaya im Kreis Dingri des Regierungsbezirks Shigatse im Autonomen Gebiet Tibet der Volksrepublik China unmittelbar im Norden des Mount Everest. Der Changtse ist mit dem Changzheng Ri über einen Berggrat verbunden. Changtse ist das tibetische Wort für „Nordgipfel“.
Die Erstbesteigung ohne Genehmigung erfolgte am 3. Oktober 1982 durch Johan Taks aus einer niederländischen Expedition, der offiziell auf einer Mount Everest-Besteigung von der Nordseite her unterwegs war. Die erste Besteigung mit Genehmigung erfolgte am 14. Oktober 1982 durch den deutschen Bergsteiger Udo Zehetleitner. Zwei Tage später standen Paul Braun, Rudolf Frick, Ludwig Hösle und Martin Engler aus der gleichen Expedition auf dem Gipfel.